# Ștefănești (Botoșani)
Pour les articles homonymes, voir Ștefănești.
Ștefănești est une ville du județ de Botoșani, en Roumanie, comptant en 2011 5 314 habitants.

## Démographie
Lors de ce recensement de 2011, 85,94 % de la population se déclare roumains et 8,9 % comme roms (5,11 % ne déclare pas d'appartenance ethnique).

## Politique
| Période                                  | Période  | Identité      | Étiquette | Qualité |
| ---------------------------------------- | -------- | ------------- | --------- | ------- |
| Les données manquantes sont à compléter. |          |               |           |         |
| 2000                                     | 2016     | Ștefănel Rusu |           |         |
| 2016                                     | En cours | Florin Buțura | PNL       |         |

| Parti | Parti                        | Sièges |
| ----- | ---------------------------- | ------ |
|       | Parti national libéral (PNL) | 8      |
|       | Parti social-démocrate (PSD) | 6      |
|       | Indépendant                  | 1      |